# 莎士比亚环球剧场
莎士比亚环球剧场（Globe Theatre）位于英国伦敦南華克區，最初的环球剧场由威廉·莎士比亚所在宫内大臣剧团于1599年建造，1613年6月29日毁于火灾。1614年环球剧场重建，1644年又再次拆除。1997年，一座现代仿造的环球剧场落成，命名为“莎士比亚环球剧场”或“新环球剧场”，距离公园街（Park Street）的原址约205米远。

## 早期的剧场

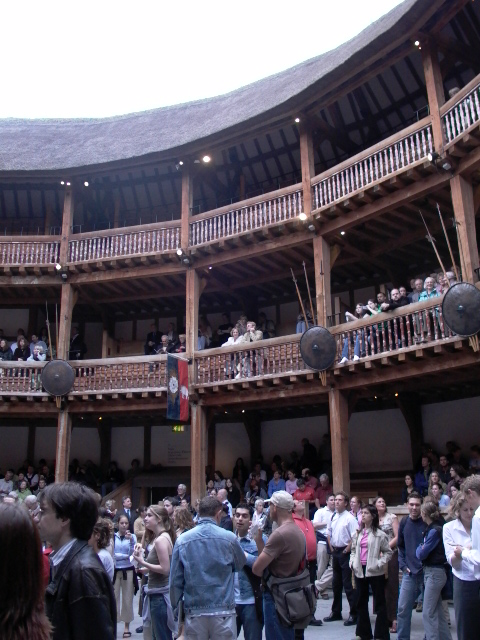
环球剧场内部

宫内大臣剧团的演员，同时也是拥有剧场的股东。其中6位股东中的两人——理查德·伯比奇和他的兄弟卡斯伯特·伯比奇拥有双份股份，即各持25%；其余四人——威廉·莎士比亚、约翰·赫明斯、奥古斯丁·菲利普斯和托马斯·波普各持有一份股份，即12.5。（起初威廉·肯佩有意向成为第七位股东，但是后来他将自己的股份卖给了别人。）随着时间的流逝，这些最初的股份比例发生了变化，新的股东加入进来，在莎士比亚的职业生涯中，他的股份从1/8降到了1/14，大约为7%。
1599年，环球剧场使用早期的“老剧场”（The Theatre）的木料建造，该剧场是由理查德·伯比奇的父亲詹姆斯·伯比奇于1576年在伦敦肖迪奇建造的。伯比奇一家最初和“老剧场”所在地的地主签订了为期21年的租赁合同。他们拆除了“老剧场”的桁条，将之运到泰晤士河对岸，改造为环球剧场。
1613年6月29日，环球剧场在表演《亨利八世》的时候，木质的屋顶被大炮点燃，剧场被焚毁。根据记载，除了一位男子的马裤被点燃外，没有其他人员伤亡。
1642年，和所有其他伦敦的剧场一样，1614年重建后的环球剧场被清教徒关闭。1644年，剧院被破坏，改成房屋。剧院的确切位置一直不为人知，直到1989年，地基的残迹在公园街的一幢名为Anchor Terrace的建筑的停车场下面被发现。也许建筑的地下有更多的残迹，但是这座18世纪的建筑已经被列入英国被保护的建筑，因此考古学家不能做进一步挖掘。

## 剧场的设计

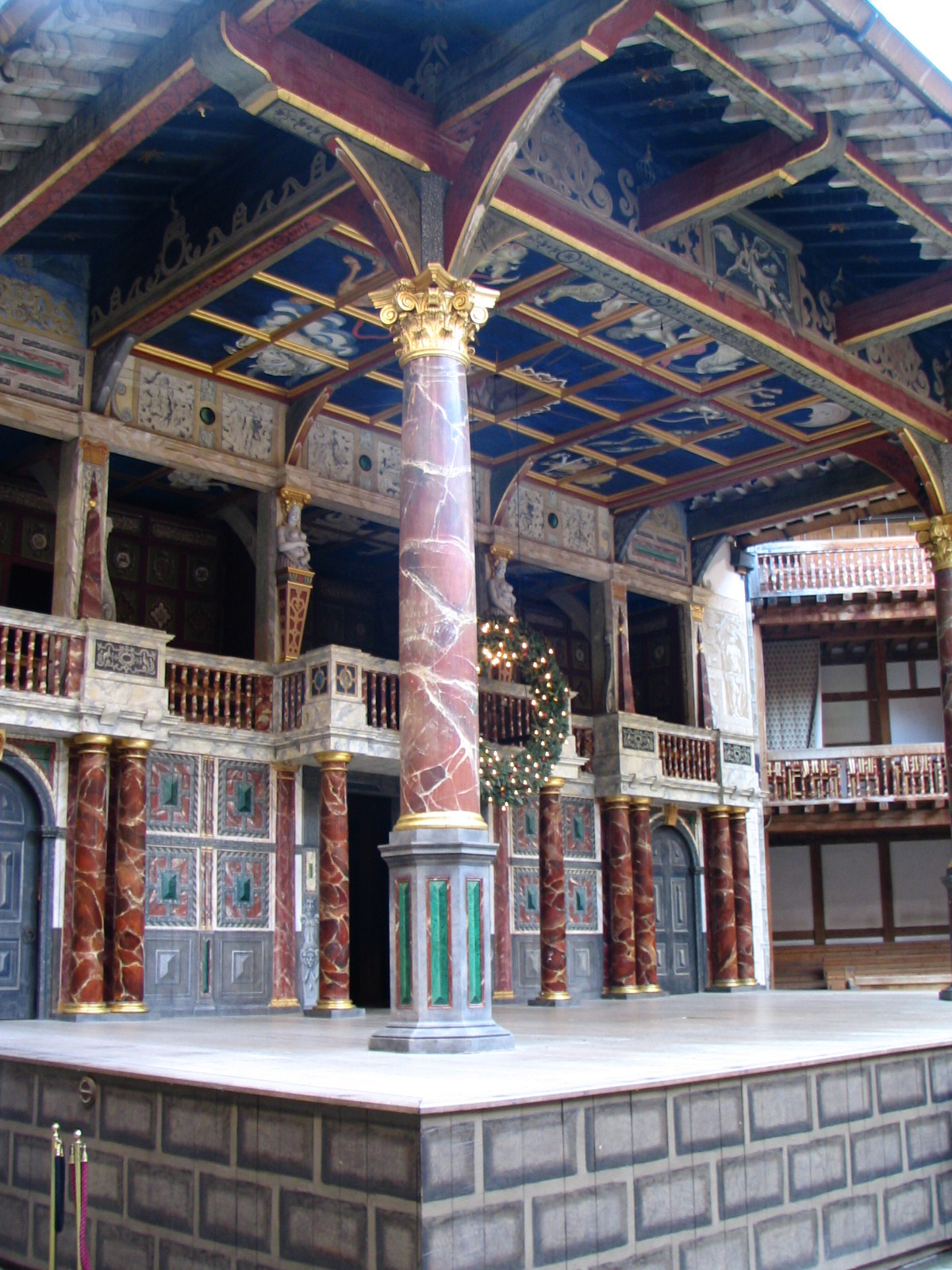
环形剧场的舞台

环球剧场的实际参数没有确切数据，但是近两百年来学者考证出它大概的形状和尺寸。有证据表明这是一座三层开放式圆形剧场，直径大约为100英尺，能容纳3000名观众。在蚀刻师文策斯劳斯·霍洛的素描中，环球剧场是圆形的，后来他将它体现在1647年的雕刻作品《从班克赛德眺望伦敦》中。然而，1997年到1998年的时候，环球剧场露出的地基暗示这是一个20边形的建筑。
一个长方形的伸展式舞臺，延伸到露天的庭院的中间，舞台大约为43英尺（13.1米）宽，27英尺（8.2米）深，比地面高出5英尺（1.52米）。在舞台上，设计了一个活板门，以便表演者从舞台下方进入舞台。 在舞台下方，有一个区域称为pit或yard（庭院）。观众只要花一个便士，就可以站着看演出。那些低俗的观众在观看表演的时候吃榛实和桔子，在挖掘环球剧场的时候，泥土中发现了坚果壳。在庭院的四周是三层体育场风格的座位，比站位的价格要高。
舞台的两侧的大型柱子撑起了舞台后方的屋顶，屋顶的天花板被称为天堂。天堂也有一个活板门，使表演者可以利用绳索或其他装置从空中降落。舞台后墙有两到三扇门，上方有一个阳台。门通向后台，演员在那里穿戴服装，等候上场。阳台是演奏者的位置，有时也可以作为一些场景的布景，比如《罗密欧与朱丽叶》中的阳台。

## 重建后的剧场
在美国导演和演员萨姆·沃纳梅克的发起下，新的环球剧场根据历史顾问约翰·奥雷尔的研究而设计。英国潘塔格拉姆（Pentagram）设计公司的西奥·克洛斯比（Theo Crosby ）担任建筑师，布罗·哈波尔德（Buro Happold）公司承担了结构设计和维护，博伊登公司（Boyden & Co ）为质量监督。麦科迪公司（McCurdy & Co）负责建造。1997年新剧场落成开放，命名为“莎士比亚环球剧场”。1995年，马克·里朗斯被任命为新环球剧场的艺术总监。2006年，多米尼克·德罗古尔接任。
泰晤士河岸边的新剧场距离原址约205米远。与旧的环球剧场相同，新剧场也是开放式舞台，周围是三层陡峭的座位区。圆形剧场有屋顶的地方为舞台和座位区，每年夏天5月到10月的第一週表演戏剧，冬天作为教学场所。全年对游客开放。
仿造的新剧场尽量做到如实还原原剧场。现代化的装置包括增加了灯光（在莎士比亚时期表演都是在白天进行），屋顶增设了洒水设备以保护建筑受火灾破坏，建筑部分连接在一个现代的大厅，游客中心以及附加的后台区域。座位总数为1380个，庭院裡另有500个站位，比莎士比亚时期减少了一半。

## 脚注
1. ↑  Nagler，第8页。
2. ↑   “Encyclopædia Britannica”1998年版本。
3. ↑  Schoenbaum，第648-649页。
4. ↑  Shapiro, James（2005年），《1599—a year in the life of William Shakespeare》，London：Faber and Faber，ISBN 0-571-21480-0。
5. ↑  .   [2008-03-24]. （原始内容存档于2008-03-19）.
6. 1 2  Mulryne, J R，Shewring, Margaret（1997年），《Shakespeare’s Globe Rebuilt》，Cambridge University Press，ISBN 0-521-59988-1。
7. ↑  Egan, Gabriel（1999年），《Reconstructions of The Globe: A Retrospective》 （页面存档备份，存于），Shakespeare Survey．52（1）：第1-16页，ISBN 0-521-66074-2，于2008年3月24日查阅。
8. ↑  Orrell, John（1989年），《Reconstructing Shakespeare's Globe》 （页面存档备份，存于），History Trails．University of Alberta，于2008年3月24日查阅。
9. ↑  Egan, Gabriel（2008年），《The 1599 Globe and its modern replica: Virtual Reality modelling of the archaeological and pictorial evidence》 （页面存档备份，存于），Early Modern Literary Studies．13：5.1–22，ISSN 1201-2459，于2008年3月24日查阅。
10. ↑  Nagler，第 23-24页。
11. ↑  Britannica Student: The Theater past to present > Shakespeare and the Elizabethan Theater
12. ↑  Dekker, Thomas （1609年），1907年重印，ISBN 0-7812-7199-1，《The Gull’s Hornbook》，提到“the stage…will bring you to most perfect light… though the scarecrows in the yard hoot at you”。
13. ↑  Thomson, Peter （1991年），《Shakespeare's Theatre》，London：Routledge，ISBN 0-415-05148-7。
14. ↑  DOUGLAS MARTIN
，《John Orrell, 68, Historian On New Globe Theater, Dies》 （页面存档备份，存于），《纽约时报》2003年9月28日发表，于2008年3月25日查阅。
15. ↑  Peter McCurdy，《The Reconstruction of the Globe Theatre》 的存檔，存档日期2008-01-18.，麦科迪公司网站，于2008年3月25日查阅。
16. ↑  《Information about the Globe》 （页面存档备份，存于），莎士比亚环球剧场网站，于2008年3月25日查阅。
17. ↑  《Dominic Dromgoole appointed Artistic Director》 的存檔，存档日期2007-03-20.，于2008年3月25日查阅。
18. ↑  《Shakespeare's Globe Theatre, London》 （页面存档备份，存于），于2008年3月25日查阅。